# Struthanthus staphylinus
Struthanthus staphylinus är en tvåhjärtbladig växtart som beskrevs av Carl Friedrich Philipp von Martius. Struthanthus staphylinus ingår i släktet Struthanthus och familjen Loranthaceae. Inga underarter finns listade i Catalogue of Life.